# Tom Mulder (schaatser)
Tom Mulder (12 februari 2005) is een Belgisch-Nederlands inline-skater en langebaanschaatser.

## Carrière

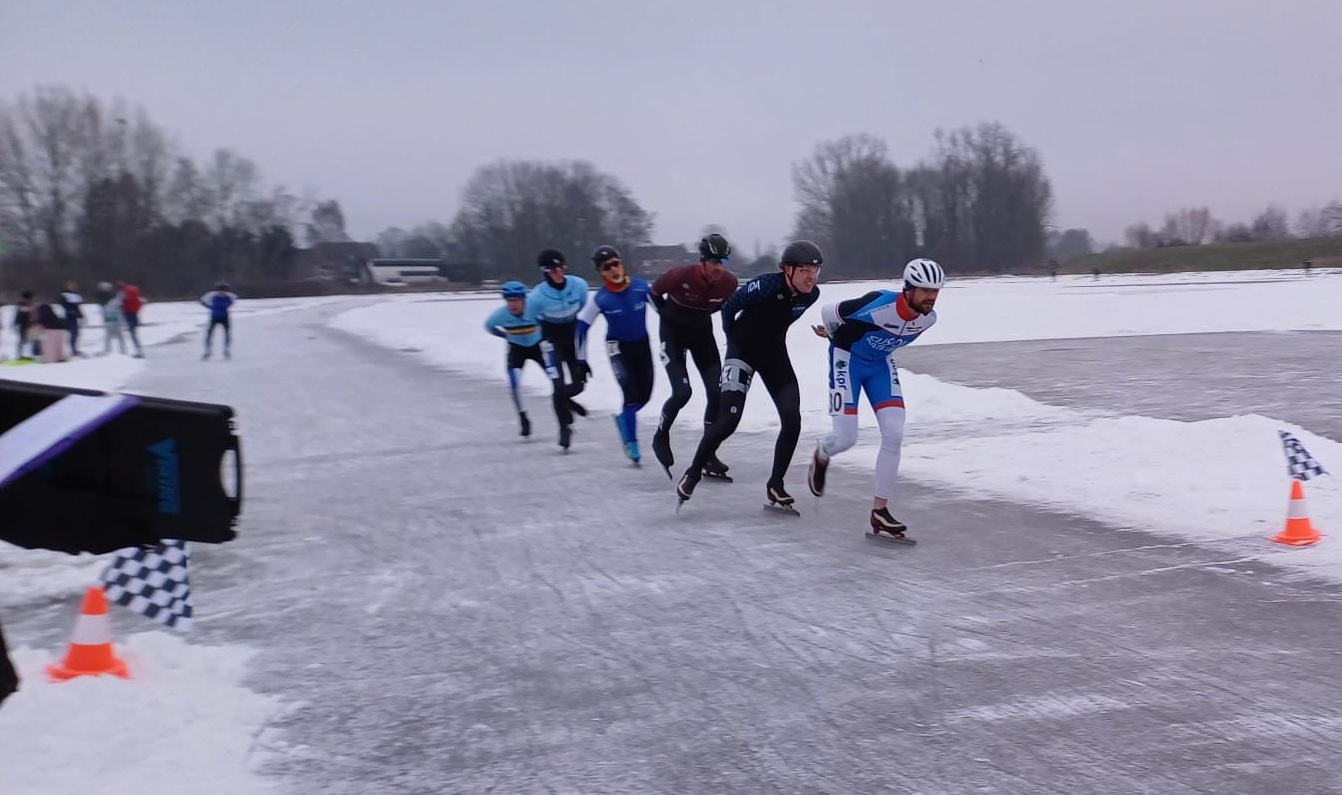
Tom Mulder - in voorlaatste positie - op het Open VK marathon 2024 in Leest

Zijn Nederlandse ouders verhuisden in 2003 naar het Belgische Kessel-Lo bij Leuven voor studies en werk. Op achtjarige leeftijd begon hij met skeeleren bij de club RSC Leuven. In 2016 startte Mulder met competitie inline speed skating. Sinds 2019 rijdt hij onder Nederlandse vlag baanwedstrijden en neemt hij deel aan de Nederlandse Nationale Kampioenschappen.
Sinds 2021 is Mulder ook langebaanschaatser op alle afstanden vanaf 1500 meter. Hij traint voornamelijk in het Duitse Inzell om zich voor te bereiden op de wereldbekerwedstrijden waaraan hij als Belg deelneemt.  Mulder krijgt ondersteuning van de Belgische Schaatsbond via hun "Road To Ice" project om inline-skaters op te leiden voor de Olympische Winterspelen.

## Privé
- Mulder studeert aan KU Leuven.
- Zijn jongere zus Eline is ook inline-skater en langebaanschaatser.

## Erelijst
- 2023: Nederlands Kampioenschap inline-skaten - 5x Nederlands kampioen: marathon, 1000m, 10km puntenkoers op de piste, 10km afvalling op de piste, 5km relay
- 2024: Vlaams kampioen marathonschaatsen op natuurijs